# ちょこっとサイエンス
『ちょこっとサイエンス』は、NHK総合で放送された科学番組である。

## 番組概要
身近な生活に関係する科学を取り上げる、新感覚のニュースエンターテイメント番組であった。

## 出演者
- 堂本光一
- 二宮直輝（NHKアナウンサー）

## 放送日時
| 回 | 初回放送日 （放送分）   | その他の出演者                                                                           |
| -- | ----------------------- | ---------------------------------------------------------------------------------------- |
| 1  | 2012年12月27日 （30分） | 北斗晶、道端アンジェリカ、堤下敦、桜井進、内田麻理香、丸幸弘                             |
| 2  | 2013年5月6日 （45分）   | 関根勤、森公美子、道端アンジェリカ、桜井進、丸幸弘、内田麻理香、小野寺一歩、海老原由佳   |
| 3  | 2014年1月10日 （45分）  | 森公美子、中村アン、カンニング竹山、丸幸弘、桜井進、黒川伊保子、小坂由里子、小野寺一歩   |
| 4  | 2014年1月31日 （45分）  | 柴田理恵、すみれ、土田晃之、丸幸弘、桜井進、コドプロス・ディミトリス                     |
| 5  | 2014年3月14日 （45分）  | 柴田理恵、堤下敦、中村アン、丸幸弘、桜井進、黒川伊保子、有田秀穂、小野寺一歩、小坂由里子 |